# برونو غارسيا
برونو غارسيا (بالبرتغالية: Bruno Garcia‏) هو مخرج وممثل برازيلي، ولد في 29 نوفمبر 1970 في البرازيل.

## وصلات خارجية
- برونو غارسيا على موقع IMDb (الإنجليزية)
- برونو غارسيا على موقع قاعدة بيانات الفيلم (الإنجليزية)